# Дайкстра, Эндрю
Эндрю Дайкстра (англ. Andrew Dykstra; род. 2 января 1986 года, Гонолулу, Гавайи, США) — американский футболист, вратарь.

## Карьера

### Любительская карьера
Дайкстра вырос в городе Вудбридж (англ.), штат Виргиния. Учился в школе Озборн Парк (англ.). Начал играть футбол, будучи студентом Университета Содружества Виргинии, где с 2004 по 2008 годы выступал в университетской команде «Рэмс» (англ.).
Во время учёбы в университете Дайкстра также провёл четыре сезона в клубе «Ричмонд Кикерс Фьючер» (англ.).

### Профессиональная карьера
В студенческие годы Дайкстра не смог задрафтоваться ни за один профессиональный клуб. 6 апреля 2009 года подписал контракт с клубом «Чикаго Файр». В клубе дебютировал 30 июня в матче Открытого кубка США против «Уилмингтон Хаммерхэдс» (англ.). К началу сезона 2010, после смены тренерского состава, Дайкстра стал основным вратарём клуба, вытеснив конкурента Джона Буша. Дебютировал в MLS 27 марта 2010 года в первом матче сезона против «Нью-Йорк Ред Буллз». 31 января 2011 года «Чикаго Файр» объявил, что больше не нуждается в услугах голкипера.
23 марта 2011 года Дайкстра подписал контракт с клубом «Чарлстон Бэттери» (англ.). 12 августа был признан самым ценным игроком заключительного матча сезона в знак признания успешного сезона в клубе.
С 27 февраля 2012 года Дайкстра выступал за «Ди Си Юнайтед». Дебютировал в клубе 5 апреля 2014 года в матче против «Нью-Инглэнд Революшн». С момента подписания контракта с клубом, Дайкстра дважды был отправлен в аренду — в «Чарлстон Бэттери» и «Ричмонд Кикерс» (англ.). 26 июля 2014 года в товарищеском матче с английским «Фулхэмом» получил разрыв левого ахиллова сухожилия, из-за чего выбыл на всю оставшуюся часть сезона. По окончании сезона 2016 «Ди Си Юнайтед» не стал продлевать контракт Дайкстры, и игрок был выставлен на драфт.
22 декабря 2016 года во втором раунде драфта возвращений MLS Дайкстра был выбран клубом «Спортинг Канзас-Сити». 10 января 2017 года клуб заключил с вратарём однолетнее соглашение с опцией продления ещё на год. Дайкстра сыграл три матча за фарм-клуб канзасцев «Своуп Парк Рейджерс», выступающий в USL, прежде чем дебютировать за сам «Спортинг КС» 7 октября 2017 года в матче против «Миннесоты Юнайтед», выйдя на замену 59-й минуте вместо получившего травму основного стража ворот Тима Милии.
8 февраля 2018 года Дайкстра был обменян в «Колорадо Рэпидз» на пик второго раунда супердрафта MLS 2020. 8 марта был отдан в аренду клубу USL «Шарлотт Индепенденс». По окончании сезона 2018 контракт Дайкстры с «Колорадо Рэпидз» истёк.